# باربی: قدرت پری دریایی
باربی: قدرت پری دریایی یا باربی قدرت پری دریایی (به انگلیسی: Barbie: Princess Adventure) فیلم پویانمایی موزیکال ماجراجویی تلویزیونی محصول سال ۲۰۲۲ به‌کارگردانی اموری رونالد «ران» میریک و نویسندگی ان آستن می‌باشد.